# داود جعفری امید
داود جعفری امید (زادهٔ ۱۳۰۸ – درگذشتهٔ ۲۰ آذر ۱۴۰۱) موسیقی‌دان و نوازندهٔ ویولنسل اهل ایران بود.

## زندگی
داود جعفری امید در سال ۱۳۰۸ در تهران متولد شد. پس از پایان تحصیلات ابتدایی وارد دبیرستان رازی شد اما در سال دوم دبیرستان، با تشویق علی‌محمد خادم میثاق که از دوستان پدرش بود به هنرستان عالی موسیقی راه یافت. مدیریت هنرستان را در آن زمان پرویز محمود و معاونت آن را روبیک گریگوریان بر عهده داشتند. او در هنرستان موسیقی ساز ویلنسل را برگزید و نوازندگی این ساز را تحت نظر «میس خوتسیف» آموخت. از دیگر استادان او در هنرستان موسیقی می‌توان به سورن آراکلیان اشاره نمود.
او سال‌ها به آموزش ویلنسل مشغول بوده‌است. از جمله شاگردان او می‌توان به حمید کازرانی، محسن تویسرکانی و مجید اسماعیلی اشاره کرد.
در بهمن ۱۳۹۵ در دومین آیین سال نوای موسیقی ایران از مقام هنری داود جعفری امید تجلیل به عمل آمد.

## فعالیت‌های هنری
از جمله فعالیت‌های هنری داود جعفری امید به موارد زیر می‌توان اشاره کرد:
فرماندهی موزیک تیپ رشت، همکاری با وزارت فرهنگ و هنر، همکاری با ارکستر سمفونیک تهران، همکاری با ارکسترهای مختلف رادیو، تدریس در هنرستان عالی موسیقی، تدریس در هنرستان موسیقی ملی، داوری جشنواره ملی موسیقی جوان

## درگذشت
داود جعفری امید در تاریخ ۲۰ آذر ۱۴۰۱ درگذشت. پیکر او ۲۶ آذر ۱۴۰۱ در قطعهٔ هنرمندان بهشت زهرای تهران به خاک سپرده شد.